# Телефонний дзвінок

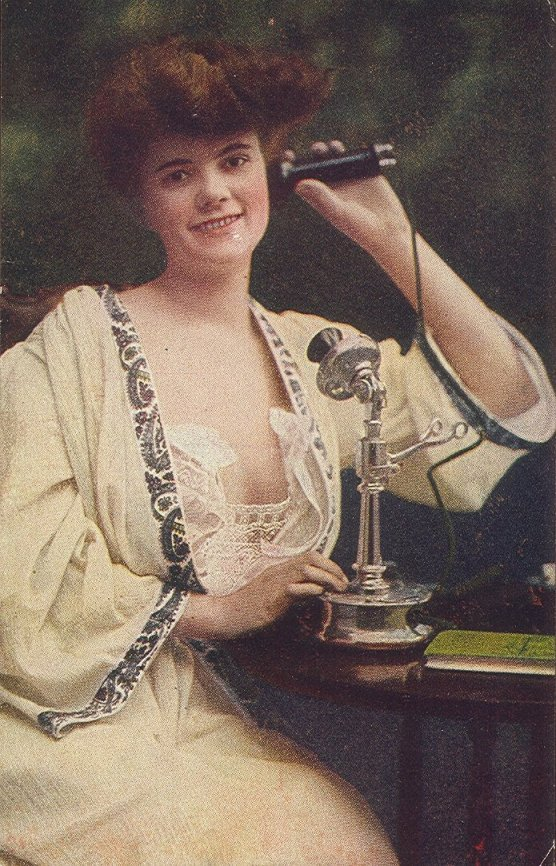
Телефонна трубка початку 20 століття, яка використовувалася для телефонних дзвінків

Телефонний дзвінок — це з'єднання через телефонну мережу між абонентом, що викликається, і стороною, що телефонує .

## Перший телефонний дзвінок
10 березня 1876 року Олександр Грем Белл зробив перший телефонний дзвінок. Белл продемонстрував свою здатність «розмовляти за допомогою електрики», передавши дзвінок своєму помічнику Томасу Вотсону. Першими переданими словами були: «Містер Ватсон, ідіть сюди. Я хочу Вас побачити»
Ця подія була названа «найбільшим успіхом» Белла, оскільки вона продемонструвала перше успішне використання телефону. Незважаючи на те, що це був його найбільший успіх, він відмовився мати телефон у власному домі, тому що це було те, що він винайшов помилково і вважав його відволіканням від його основних досліджень. 

## Передача інформації
Телефонний дзвінок може передбачати звичайну передачу голосу за допомогою телефону, передачу даних, коли сторона, що телефонує, і сторона, що викликається, використовують модеми, або факсимільну передачу, коли вони використовують факси. Виклик може здійснюватися за допомогою стаціонарного телефону, мобільного телефону, супутникового телефону або будь-якої їх комбінації. Якщо телефонний дзвінок має більше ніж одного викликаного абонента, це називається конференц-дзвінком . Коли два або більше користувачів мережі використовують одну фізичну лінію, це називається груповою лінією.

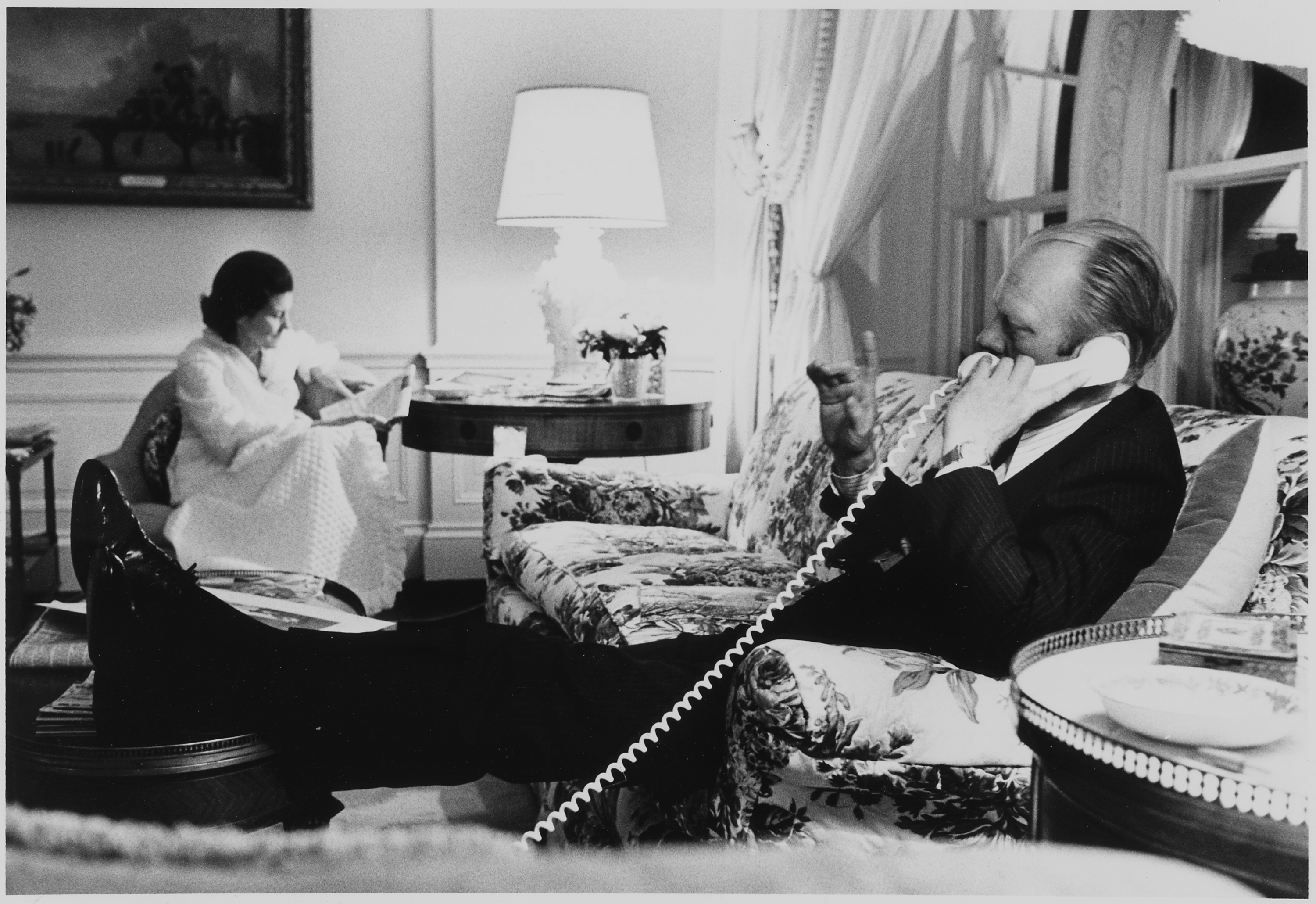
Президент США Джеральд Форд розмовляє по телефону

Якщо дротовий телефон абонента підключений безпосередньо до абонента, що телефонує, коли абонент знімає трубку, телефон абонента задзвонить. Це називається гарячою лінією або викликом . В іншому випадку сторона, що телефонує, зазвичай отримує тональний сигнал, який вказує, що вона повинна почати набирати потрібний номер. У деяких (тепер дуже рідкісних) випадках, якщо сторона, що телефонує, не може набрати дзвінок напряму, вона буде з’єднана з оператором, який здійснює дзвінок за неї.
Дзвінки можна здійснювати через загальнодоступну мережу (наприклад, комутовану телефонну мережу загального користування ), надану комерційною телефонною компанією, або приватну мережу під назвою АТС . У більшості випадків приватна мережа підключається до мережі загального користування, щоб дозволити користувачам АТС набирати номер із зовнішнього світу. Вхідні дзвінки до приватної мережі надходять до АТС двома шляхами: або безпосередньо на телефон користувача за допомогою номера DDI (Direct Dial-In), або опосередковано через секретаря, який спочатку відповість на дзвінок, а потім вручну переведе абонента до потрібного користувача на АТС. 
Більшість телефонних дзвінків через мережу загального користування встановлюються за допомогою сигнальних повідомлень ISUP або одного з його варіантів між телефонними станціями для встановлення наскрізного з’єднання. Дзвінки через мережі АТС налаштовуються за допомогою QSIG, DPNSS або їх варіантів.

## Витрати
Деякі типи дзвінків не стягуються, як-от місцеві дзвінки (та внутрішні дзвінки), набрані безпосередньо абонентом телефонного зв’язку в Канаді, Сполучених Штатах, Гонконзі, Великобританії, Ірландії чи Новій Зеландії (лише для приватних абонентів). У більшості інших регіонів усі телефонні дзвінки стягуються за з’єднання. Плата залежить від постачальника послуг, типу послуги, що використовується (дзвінок зі стаціонарного або дротового телефону матиме одну ціну, а дзвінок із мобільного телефону – інший тариф) і відстані між абонентами. У більшості випадків цю плату сплачує сторона, що телефонує. Однак у деяких випадках, наприклад при зворотній оплаті або платіжному дзвінку, сторона, якій телефонують, оплачує вартість дзвінка. У деяких випадках абонент сплачує фіксовану плату за телефонний зв’язок і не сплачує жодної додаткової плати за всі здійснені дзвінки. Лібералізація телекомунікацій була встановлена в кількох країнах, щоб дозволити клієнтам зберегти свого місцевого оператора телефонного зв’язку та використовувати альтернативного оператора для певного дзвінка з метою економії грошей.

## Здійснення дзвінка
Типовий телефонний дзвінок з використанням традиційного телефону здійснюється шляхом зняття телефонної трубки з бази та утримування трубки так, щоб слуховий кінець знаходився біля вуха користувача, а розмовний кінець знаходився в межах досяжності рота. Потім абонент обертає або натискає кнопки для набирання номера телефону, необхідного для виконання виклику, і виклик направляється на телефон, який має цей номер. Другий телефон видає звук дзвінка, щоб попередити свого власника, тоді як користувач першого телефону чує дзвінок у своєму навушнику. Якщо взято другий телефон, оператори обох блоків можуть розмовляти один з одним через нього. Якщо телефон не піднято, оператор першого телефону продовжує чути дзвінок, поки не покладе трубку свого телефону.
Окрім традиційного способу здійснення телефонного дзвінка, нові технології дозволяють використовувати різні методи ініціювання телефонного дзвінка, наприклад голосовий набір . Технологія голосового зв'язку через IP дозволяє здійснювати дзвінки через комп'ютер за допомогою такої служби, як Skype .  Інші послуги, такі як безкоштовний дзвінок, дозволяють абонентам ініціювати телефонний дзвінок через третю сторону без обміну телефонними номерами. Спочатку телефонні дзвінки не можна було здійснювати без попередньої розмови з оператором комутатора . Використання мобільних телефонів 21-го століття не вимагає використання оператора для здійснення телефонного дзвінка.
Використання гарнітури стає все більш поширеним для здійснення або отримання виклику. Гарнітури можуть поставлятися зі шнуром або бути бездротовими .
Для допомоги оператора можна набрати спеціальний номер, який може відрізнятися для місцевих і міжміських чи міжнародних дзвінків.

## Тони
Перед, під час і після традиційного телефонного дзвінка певні тони, що означають хід і статус телефонного дзвінка:
- тональний сигнал, який означає, що система готова прийняти телефонний номер і з'єднати виклик
- або:
  - сигнал дзвінка, який означає, що абонент ще не відповів на телефонний дзвінок
  - сигнал «зайнято », який означає, що телефон абонента використовується для телефонного дзвінка іншій особі (або «знято трубку», хоча номер не було набрано, тобто клієнт не хоче, щоб його турбували)
  - швидкий сигнал «зайнято» (також званий тональним сигналом повторного замовлення або сигналом зайнятості переповнення), який вказує на те, що телефонна мережа перевантажена або, можливо, що абонент, що телефонує, надто довго затримувався з набором усіх необхідних цифр. Швидкий сигнал зайнятості зазвичай удвічі швидший за звичайний сигнал зайнятості.
- тони стану, такі як сигнали сповіщень STD (щоб повідомити абоненту, що телефонний дзвінок набирається по магістральній лінії з більшою ціною для абонента), звукові сигнали сповіщення про хвилини (щоб повідомити абоненту про відносну тривалість телефонного дзвінка під час викликів, які тарифікується на основі часу) та інші
- звуковий сигнал (іноді сигнал «зайнято», часто — гудок набору), який означає, що абонент повісив трубку.
- тональні сигнали, що використовувалися попередніми внутрішньодіапазонними системами комутації телефонів, були імітовані червоною або синьою коробкою, яку використовували "телефонні фрики" для незаконного здійснення або отримання безкоштовних міжміських/платних дзвінків.
- тональний сигнал підняття трубки, якщо слухавку піднято, але протягом тривалого часу не було набрано жодного номера.

Стільникові телефони, як правило, не використовують гудок набору, оскільки технологія, яка використовується для передачі набраного номера, відрізняється від технології стаціонарного телефону.